# Lauholmen
Lauholmen, est une île dans le landskap Sunnhordland du comté de Vestland. Elle appartient administrativement à Bjørnafjorden.

## Géographie
Rocheuse et désertique à l'exception de quelques arbres au milieu, à fleur d'eau, elle s'étend sur environ 75 m de longueur pour une largeur approximative de 54 m.